# John Fiedler
John Donald Fiedler (3. února 1925 Platteville, Wisconsin – 25. června 2005 Englewood, New Jersey) byl americký herec a dabér.

## Život
Fiedler se narodil jako syn Margarety Phelan a Donalda Fiedlera, prodavače piva. Ve Shorewoodu, kam se rodina přestěhovala v jeho pěti letech, vystudoval Shorewood High School. Poté se zapsal k Námořnictvu Spojených států a zde sloužil až do konce druhé světové války. Byl po celý život svobodný. Zemřel na rakovinu.

## Umělecká kariéra
Nejznámější byl jako dabér Prasátka v Disneyho Medvídkovi Pú, jako herec v roli porotce ve snímku 12 rozhněvaných mužů, v roli pokerového hráče ve filmovém zpracování Neila Simona Podivuhodný pár a roli pana Petersona, pacienta v seriálu The Bob Newhart Show.